# マービン・ベガ
マービン・ゴンザレス・ベガ（Marwin Gonzales Vega、1986年10月27日 - ）は、コロンビアのアトランティコ県バランキージャ出身のプロ野球選手(投手)。

## 経歴

### プロ入りとマリナーズ傘下時代
2004年は、ベネズエラン・サマーリーグでプレーした。
2005年は、傘下ルーキーリーグのアリゾナリーグ・マリナーズで9試合(3試合で先発)登板し、4勝2敗1セーブ、防御率4.73、30奪三振を記録した。その後渡米し、傘下ショートシーズンAのエバレット・アクアソックスに異動した。ここでは、3試合(2試合で先発)に登板し、0勝2敗、防御率9.35、9奪三振を記録した。
2006年は、傘下Aのウィスコンシン・ティンバー・ラトラーズで開幕を迎えた。この年は、20試合に先発登板し、5勝10敗、防御率5.34、71奪三振を記録した。
2007年は、傘下アドバンスAのハイデザート・マーベリックスで開幕を迎えた。この年は、24試合に先発登板し、5勝10敗、防御率4.90、82奪三振を記録した。
2008年は、傘下AAのウェストテン・ダイヤモンドジャックス(現：ジャクソン・ジェネラルズ)で開幕を迎えた。この年は、46試合(1試合)で先発登板し、3勝3敗2セーブ、防御率4.72、50奪三振を記録した。
2009年は、傘下アドバンスAで開幕を迎えた。ここでは、7試合に登板している。その後、傘下AAに昇格した。ここでは、19試合に登板し、0勝3敗1セーブ、防御率5.27、22奪三振を記録した。また、この年に40人枠に登録された。
2010年は、傘下アドバンスAで開幕を迎えた。この年は、24試合に登板し、0勝2敗、防御率11.97、18奪三振を記録した。

### 日本球界時代
2012年8月14日に、ホアン・アリサと共にベースボール・チャレンジ・リーグの石川ミリオンスターズに入団した事が発表された。背番号は、「44」となった。10月18日に、来季の契約を結ばない事が発表された。11月には、第3回WBC予選のコロンビア代表に選出された。

## 詳細情報

### 独立リーグでの投手成績
| 年 度     | 球 団     | 登 板 | 勝 利 | 敗 戦 | セ 丨 ブ | 完 投 | 勝 率 | 投 球 回 | 打 者 | 被 安 打 | 被 本 塁 打 | 奪 三 振 | 与 四 球 | 与 死 球 | 失 点 | 自 責 点 | 暴 投 | ボ 丨 ク | 失 策 | 防 御 率 | W H I P |
| --------- | --------- | ----- | ----- | ----- | -------- | ----- | ----- | -------- | ----- | -------- | ----------- | -------- | -------- | -------- | ----- | -------- | ----- | -------- | ----- | -------- | ------- |
| 2012      | 石川      | 4     | 1     | 2     | 0        | 0     | .333  | 25.0     | 107   | 25       | 3           | 17       | 3        | 4        | 16    | 14       | 0     | 0        | 0     | 5.04     | 1.12    |
| 通算：1年 | 通算：1年 | 4     | 1     | 2     | 0        | 0     | .333  | 25.0     | 107   | 25       | 3           | 17       | 3        | 4        | 16    | 14       | 0     | 0        | 0     | 5.04     | 1.12    |

### 背番号
- 44 （2012年）

## 関連情報
- 石川ミリオンスターズの選手一覧
- 2013 ワールド・ベースボール・クラシック・コロンビア代表